# Wapen van Sealand

Wapen van Sealand.

Het wapen van Sealand, een niet-erkende micronatie in de Noordzee, werd aangenomen in 1967. Het bestaat uit de vlag van Sealand op een schild, vastgehouden door een dier dat lijkt op een meerman en de zee symboliseert. Daaronder staat het nationale motto:  E Mare Libertas ("De vrijheid van de zee").